# Dajr Saliba
Dajr Saliba (arab. دير صليبة) – wieś w Syrii, w muhafazie Aleppo. W 2004 roku liczyła 
959 mieszkańców.